# Hollandsbjär
Hollandsbjär este o arie protejată (arie specială de conservare — SAC, sit de importanță comunitară — SCI) din Suedia întinsă pe o suprafață de 7,8 ha, integral pe uscat.

## Localizare
Centrul sitului Hollandsbjär este situat la coordonatele 56°36′28″N 13°07′44″E / 56.6078°N 13.1289°E.

## Înființare
Situl Hollandsbjär a fost declarat sit de importanță comunitară în ianuarie 1997 pentru a proteja un număr necunoscut de specii din flora spontană și fauna sălbatică aflate în arealul zonei. Situl a fost protejat și ca arie specială de conservare în martie 2011.

## Biodiversitate
Situată în ecoregiunea continentală, aria protejată conține 5 habitate naturale: Mlaștini turboase de tranziție și turbării mișcătoare, Pajiști fino-scandinave uscate până la mezice, bogate în specii de altitudine mică, Pajiști uscate europene, Formațiuni ierboase bogate în specii de Nardus, dezvoltate pe substraturi silicioase în zone montane (și în zone submontane, în Europa continentală), Pajiști umede nord-atlantice cu Erica tetralix.
La baza desemnării sitului se află un număr nedeclarat de specii protejate.